# Stazione di Caronno Pertusella
Stazione di Caronno Pertusella vasútállomás Olaszországban, Lombardia régióban, Caronno Pertusella településen.

## Vasútvonalak
Az állomást az alábbi vasútvonalak érintik:
- Milánó–Saronno-vasútvonal

## Kapcsolódó állomások
A vasútállomáshoz az alábbi állomások vannak a legközelebb:
- Caronno Pertusella railway station
- Stazione di Saronno Sud